# Marko Kurolt

Marko Kurolt (Ličko Petrovo Selo, 16. rujna 1939. - Zemun, 30. ožujka 2011.) - hrvatski katolički svećenik, franjevac
Rođen je u Ličkom Petrovu Selu, 16. rujna 1939. godine. Osnovnu školu završio je u Vukovaru, a za svećenika je zaređen 27. lipnja 1971. godine. Nakratko je bio župni vikar u Virovitici, a zatim je dugo vremena bio u Krapini od 1972. do 1990. pa u Zemunu kraj Beograda od 1990. do 2004. godine.
Za vrijeme Domovinskog rata, jedini katolički svećenik, koji je ostao na okupiranim područjima hrvatskog Podunavlja bio je franjevac Marko Malović u Iloku. Spasio je od uništenja jako puno vrijednih crkvenih i kulturnih predmeta. Uz njega veliko crkveno i kulturno blago spasio je i fra Marko Kurolt, koji je službovao cijelo vrijeme rata u Zemunu, dolazio u hrvatsko Podunavlje i spašavao umjetnine, knjige i crkvene predmete. To je opisao u knjizi „Treba li sve zaboraviti?!“ Njih dvojica bili su ključni za spašavanje vukovarskog kulturnoga blaga, pri čemu su se često izlagali opasnosti.
Fra Marko Kurolt je 12. prosinca 1991. došao u posve uništeni vukovarski franjevački samostan kako bi iz razorenog i devastiranog Vukovara spasio vrijedno kulturno blago koje su braća franjevci, spremili u podrume i hodnike samostana, te u kriptu crkve želeći ga zaštititi od uništenja. Zahvaljujući njegovoj požrtvovnosti i mudrosti sačuvane su gotovo sve knjige i ostalo kulturno samostansko blago, kao i umjetnička zbirka Antuna Bauera. Iskoristio je svoja poznanstva kako bi došao do generala JNA, koji su mu omogućili da dođe u razoreni Vukovar i spasi kulturno blago koje se nalazilo skriveno u kripti franjevačkog samostana. Spašeno blago je prevezao u Šid, a onda u Novi Sad i Beograd, a kasnije su te umjetnine vraćene u Vukovar.
Predsjednik Republike Hrvatske dr. Franjo Tuđman odlikovao ga je Redom hrvatskoga pletera 27. svibnja 1997. godine za osobit doprinos razvitku i ugledu Republike Hrvatske i dobrobiti njezinih građana.
U Ulici Stjepana Radića u Vukovaru, 10. svibnja 2022. godine svečano su otvorene Stube fra Marka Kurolta, zbog njegovih zasluga za spašavanje vukovarskoga kulturnog blaga u Domovinskom ratu. Povodom otvaranja premijerno je prikazan i dokumentarni film „Fra Marko Kurolt – samozatajni heroj“.
Zbog iznimnih zasluga fra Marka Kurolta u spašavanju i očuvanju knjiškog blaga u 1991. godini knjižnica Franjevačkog samostana Vukovar danas nosi naziv: "Knjižnica Franjevačkog samostana Vukovar fra Marko Kurolt".